# 門間村
門間村（かどまむら）は、かつて岐阜県羽島郡にあった村である。
現在の羽島郡笠松町南西部。笠松町門間に該当する。村の名は、このあたりに存在した荘園名、西門間荘に由来する。
門間村発足時は羽栗郡であったが、郡の合併で羽島郡の村となっている。

## 歴史
- 江戸時代末期、この地域は旗本中川氏領であった。
- 1875年（明治8年）1月 - 北船原村、南船原村、町屋村が合併し門間村が発足。
- 1889年（明治22年）7月1日 - 町村制により、改めて門間村が発足。
- 1897年（明治30年）4月1日[1] - 羽栗郡と中島郡が合併して羽島郡となる。当村は羽島郡の所属となる。
- 1897年（明治30年）4月1日 - 田代村、長池村、北及村と合併し松枝村が発足。同日門間村廃止。